# مقاطعة كابيل (فرجينيا الغربية)
مقاطعة كابيل هي مقاطعة في فيرجينيا الغربية، بلغ عدد سكانها 96٬319  نسمة، في 2010، عاصمتها هنغتينغتون، فيرجينيا الغربية، تبلغ مساحتها 746 كيلومتر مربع.

## الموقع
تشترك في الحدود مع:
- مقاطعة غاليا، أوهايو.

## أعلام
- ألبرت جي. جنكينز
- جيروم كادي